# August Scheffer
August Scheffer, né le 24 janvier 1898 à Haarlem et mort le 1er novembre 1952 dans la même ville, est un haltérophile néerlandais.

## Palmarès

### Jeux olympiques
- Médaille de bronze en -75 kg aux Jeux de 1928 à Amsterdam (Pays-Bas)[1]